# Сокіл (Михайлівка-Рубежівка)
СФК «Сокіл» (Спортивно-фізкультурний клуб «Сокіл») — аматорський футбольний клуб з села Михайлівка-Рубежівка Київської області. Виступає у чемпіонаті України серед аматорів, чемпіонаті Київської області і чемпіонаті Бучанського (раніше Києво-Святошинського) району.

## Історія
СФК «Сокіл» (Михайлівка-Рубежівка) з'явився на футбольній мапі України у 2010 році. Широкому загалу клуб став відомий п'ять років потому, коли запросив до своїх лав екс-гравця збірної України В'ячеслава Свідерського, а також Еммануеля Окодуву та Гаррісона Омоко.
За підтримки почесного президента клубу Дмитра Бірюка та колишнього сільського голови Андрія Помазана клуб розвиває та вибудовує матеріально-технічну базу. Зокрема, у 2019 році в селі відкрили оновлений стадіон, також функціонує дитяча секція футболу.
У дорослій команді тренерський штаб робить ставку на молодих футболістів, які раніше не грали на професійному рівні. Втім, знайшлося місце у команді й декільком гравцям з досвідом гри у професіоналах, і навіть для легіонерів, в тому числі й із далеких Нігерії, Камеруну, Кот-д'Івуару та Сенегалу. Становлення команди відбулося у чемпіонаті Києво-Святошинського району: «соколята» здобули два комплекти срібних нагород чемпіонату, відсвяткували здобуття чемпіонського титулу та кубка району, а також Меморіалу Чанових.
У чемпіонаті Київської області найвищим досягненням «Сокола» є четверте місце, на якому команда фінішувала у 2015 і 2019 роках. У обласних змаганнях «Сокіл» зарекомендував себе як кубковий боєць. Двічі — у 2016 і 2019 роках — команда оформила «золотий дубль», здобувши Кубок та Суперкубок Київської області.
2020 рік став не менш успішним для михайлівчан ― у свій актив команда може записати перемогу в Кубку Київської області та тріумф у Меморіалі Чанових.
2021 рік для команди почався з перестановок у тренерському штабі. Олег Самченко залишився головним тренером, проте з посади асистента головного тренера пішов В'ячеслав Сіренко. На офіційному аккаунті команди у Фейсбуці повідомили, що обов'язки асистента головного тренера будуть виконувати діючі гравці Еммануель Окодува і Денис Толебаєв.
В 2021 році клуб зупинився на стадії 1/4 фіналу Кубка Києво-Святошинського регіону, поступившись вдома «Бородянці» (1:1, по пенальті 4:1).

## Досягнення

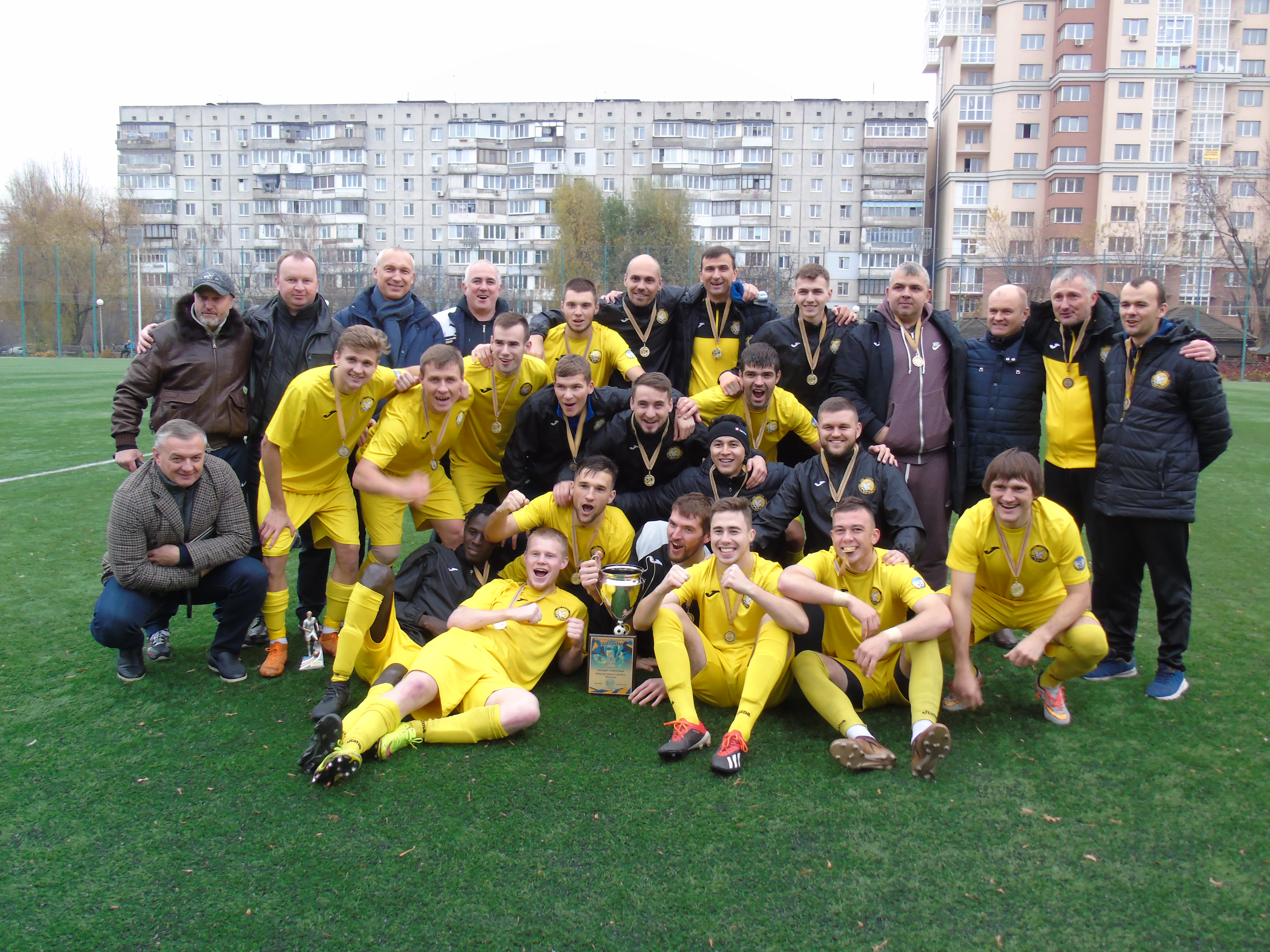
«Сокіл» — володар Суперкубка Київської області 2019

- Чемпіон Бучанського району: 2022/2023

- Володар Кубка Київської області: 2016, 2019, 2020
- Володар Суперкубка Київської області: 2016, 2019
- Чемпіон Києво-Святошинського району: 2014
- Срібний призер Києво-Святошинського району: 2021[2][3]
- Володар Кубка Києво-Святошинського району: 2011, 2014
- Переможець Меморіалу Чанових: 2013, 2020[4]

## Відомі гравці
Повний список гравців клубу можна переглянути тут: Футболісти «Сокола» (Михайлівка-Рубежівка)
- Еммануель Окодува
- Гаррісон Омоко
- В'ячеслав Свідерський
- Віталій Ємельянов
- Денис Толєбаєв
- Євген Паламарчук
- Олександр Пустовіт
- Андрій Вдовіченков

## Статистика виступів у чемпіонаті України серед аматорів[5]
| Сезон     | Матчі | Перемоги | Нічиї | Поразки | Різниця м'ячів | Очки | Місце        |
| --------- | ----- | -------- | ----- | ------- | -------------- | ---- | ------------ |
| 2023/2024 | 20    | 4        | 4     | 12      | 18-44          | 16   | 10 (Група 1) |
| 2024/2025 | 18    | 8        | 2     | 8       | 26-23          | 26   | 6 (Група 1)  |
| Всього    | 38    | 12       | 6     | 20      | 44-67          | 42   | ...          |

### Ювілейні голи
В даній таблиці представлені автори ювілейних голів команди за всю історію виступів у чемпіонаті України серед аматорів
| Гол | Автор голу        | Суперник           | Дата       |
| --- | ----------------- | ------------------ | ---------- |
| 1   | Віталій Ємельянов | Пробій (Городенка) | 17.09.2023 |

## Статистика виступів у чемпіонаті Київської області
| Сезон     | Матчі | Перемоги | Нічиї | Поразки | Різниця м'ячів | Очки | Місце |
| --------- | ----- | -------- | ----- | ------- | -------------- | ---- | ----- |
| 2015      | 22    | 12       | 3     | 7       | 42-28          | 39   | 4     |
| 2016      | 26    | 12       | 2     | 12      | 49-43          | 38   | 7     |
| 2017      | 28    | 12       | 6     | 10      | 59-43          | 42   | 7     |
| 2018      | 22    | 7        | 3     | 12      | 32-45          | 24   | 9     |
| 2019      | 24    | 13       | 3     | 8       | 45-29          | 42   | 4     |
| 2020      | 22    | 7        | 7     | 8       | 34-29          | 28   | 7     |
| 2021      | 26    | 8        | 7     | 11      | 37-45          | 31   | 8     |
| 2022/2023 | 22    | 11       | 1     | 10      | 37-34          | 35   | 5     |
| 2023/2024 | 24    | 11       | 5     | 8       | 41-32          | 38   | 5     |
| 2024/2025 | 22    | 8        | 4     | 10      | 27-40          | 28   | 5     |
| Всього    | 238   | 101      | 37    | 96      | 403-368        | 345  | …     |

### Рекордсмени за кількістю голів у чемпіонаті Київської області
Станом на 8 листопада 2021 року
|   | Футболіст            | Період              | Голи |
| - | -------------------- | ------------------- | ---- |
| 1 | Еммануель Окодува    | 2015 —              | 41   |
| 2 | Владислав Коба       | 2017— 2018, 2020    | 21   |
| 3 | Євгеній Шупик        | 2016                | 19   |
| 4 | Ігор Байдалук        | 2018 —              | 16   |
| 5 | Віталій Ємельянов    | 2015 — 2019, 2021 — | 15   |
| 6 | Костянтин Захарченко | 2019 — 2020         | 15   |

### Ювілейні голи
В даній таблиці представлені автори ювілейних голів команди за всю історію виступів у Вищій лізі чемпіонату Київської області
| Гол | Автор голу        | Суперник                  | Дата       |
| --- | ----------------- | ------------------------- | ---------- |
| 1   | Гаррісон Омоко    | Діназ (Вишгород)          | 04.04.2015 |
| 50  | Євгеній Шупик     | Оболонь-2 (Буча)          | 28.05.2016 |
| 100 | Еммануель Окодува | Межигір'я (Нові Петрівці) | 29.04.2017 |
| 150 | Владислав Коба    | Бориспіль-Фаворит         | 18.11.2017 |
| 200 | Ігор Байдалук     | Асканія-Флора (Калинівка) | 17.08.2019 |
| 250 | Ігор Байдалук     | Беркут-Легіон (Бровари)   | 18.07.2020 |
| 300 | Владислав Коба    | Полісся (Ставки)          | 20.08.2022 |
| 350 | Віталій Ємельянов | Білгород (Білогородка)    | 04.11.2023 |
| 400 | Владислав Жавко   | Вишня (Вишневе)           | 31.05.2025 |